# کروموزوم دو جزئی
کروموزوم دو جزئی (به انگلیسی: Double minute) یا به اختصار DM، قطعات کوچکی از دی‌ان‌ای خارج کروموزومی هستند که در تعداد زیادی از تومورهای انسانی مانند سرطان پستان، سرطان ریه، سرطان تخمدان، سرطان روده بزرگ و به ویژه در نوروبلاستوما مشاهده شده است. این کروموزم‌ها تجلی مضاعف شدن ژن در نتیجهٔ فرایند کروموتریپسیس در جریان رشد تومورها هستند که به سلول‌ها مزیت سازگاری انتخابی برای رشد و بقا می‌دهد. این مزیت انتخابی در نتیجه دخیل بودن کروموزوم‌های دو جزئی در ایجاد آنکوژن‌های تقویت‌شده و ژن‌های دخیل در مقاومت دارویی است. کروموزوم‌های دو جزئی‌ها مانند کروموزوم‌های واقعی از کروماتین تشکیل شده و در هسته سلول در طول تقسیم سلولی تکثیر می‌شوند. برخلاف کروموزوم‌های معمولی، آنها از قطعات دایره‌ای دی‌ان‌ای تشکیل شده‌اند که اندازه آن حداکثر چند میلیون جفت بازمی‌رسد و فاقد سانترومر یا تلومر است. علاوه بر این، کروموزوم‌های دو جزئی اغلب فاقد عناصر کلیدی تنظیمی هستند که به ژن‌ها اجازه می‌دهد تا به‌طور اساسی بیان شوند. اصطلاح ecDNA ممکن است برای اشاره به کروموزوم‌های دو جزئی به مفهومی کلی‌تر استفاده شود. اصطلاح «دو جزئی» از تجسم این کروموزوم در زیر میکروسکوپ نشات می‌گیرد. «دو» به این دلیل که نقاط به صورت جفت پیدا شدند و «جزئی» به دلیل کوچک بودن آنها.